# Че Мин-шик
Че Мин-шик (Хангъл: 최민식; Коригирана романизация на корейския език: Choi Min-sik) е южнокорейски актьор познат най-вече от филмите „Олдбой“, „Адмиралът: Ревящи течения“, както и американската продукция „Люси“ (2014). Освен двата му високо одобрени критически филма, Мин-шик играе в още много комерсиално и критически успешни филми като „Шири“ (1999) „Дамата на отмъщението“ (2005) „Видях дявола“ (2010) и „Безименият ганстер: Правилата на времето“ (2012).

## Биография
Чой Мин-шик е роден на 27 април 1962 в Сеул, Южна Корея. Когато е трети клас се разболява тежко от туберкулоза и лекарите казват, че няма да оцелее. Когато е попитан как е оздравял казва, че се е излекувал след като е пребивавал един месец в планини.
Завършва университета „Донгук“ със специалност театър и кариерата му започва като играе на сцената.

## Кариера
Чой започва кариерата си с роли в театъра. Първите му роли са във филмите на режисьора Пак Чонг-уон като „Куро Ариранг“ (1989) и „Нашият завъртян герой“ (1992). Освен филмите и театъра по това време започва да участва и активно и по телевизията в сериали като „Луната на Сеул“ (1992).
През 1997 играе ролята на полицейски инспектор във филма „№3“ (1997), който постига успех, а по-късно и в „Тихото семейство“ (1998). Първият голям успех постига с филма Шири (1999), в който играе агент на Севера Корея. Филмът печели публиката и критиката, за което Чой получава наградата на „Grand Bell Awards“ за най-добър актьор. 1999 продължава с филма „Щастлив край“ и участие в пиесата „Хамлет“. През 2001 играе във филма „Failan“ заедно с полулярната актриса на хонконгското кино Сесилия Чънг.
Година по-късно играе в „Чи-хуа-сон“ на режисьора Им Куон-тек, който за филма получава наградата за най-добър режисьор на фестивала в Кан през 2002 година. През 2003 играе във филма „Олдбой“, който спечелва втората награда за най-добър филм на фестивала в Кан през 2004 и му донася голяма слава в Южна Корея и чужбина. През 2004 и 2005 участва във филмите „Пролетно време“, в който се заема с ролята на учител, с ролята на бокьор в „Плачещият юмрук“ и в „Дамата на отмъщението“, в който играе убиец на деца, последният филм от поредицата отмъщения на режисьора Пак Чан-ук („Господин Отмъщение“ и „Олдбой“ са част от трилогията).
През 2006 година, правителството на Южна Корея обявява, че ще смъкне екранните квоти на корейските филми от 146 на 73 дни като част от споразумението със САЩ за свободна търговия. Чой Мин-шик и други видни корейски актьори протестират срещу споразумението за квотите в Сеул и по време на фестивала в Кан. За протеста си, актьора е награден с орден на Южна Корея за принос към културата четвърта степен (т.нар скъпоценен), но в знак на неудобрение към смъкване на квотите го връща с думите: „Екранните квоти да бъдат намалени наполовина е като смъртна присъда за корейските филми. Този медал би трябвало да е символ на гордост за принос към културата, сега е нищо повече от позор и с тежко сърце смятам, че съм задължен да го върна.“
В следващите четири години, в знак на протест, Чой не играе във филми, заради екранните квоти. От друга страна студията не искат да наемат за актьор активен политически участник. През това време, Мин-шик се връща в театъра, играейки в известни корейски постановки.
По време на интервю проведено на филмовия фестивал „Lyon Asian“ през ноември 2008, актьора е помолен да даде коментар за предстоящия римейк на „Олдбой“. Пред френските репортери, той споделя, че е разочарован от Холивуд, за това което той нарича тактика за налягане на азиатските и европейските режисьори, за да могат да правят на филмите американски римейк.
През 2009 прави своето завръщане във арт филма „Хималая, където вятърът обитава“ като е единственият корейски актьор в екипа от тибетски състав. Година по-късно, заедно с И Бьонг-хон играят във „Видях дявола“. Чой играе ролята на Чанг Кьонг-чул, сериен убиец. Филмът получава много критики от корейска страна, заради много насилственост, но посочват играта на Чой като запомняща се. Повечето американски всекидневници и сайтове като Ню Йорк Таймс, Гардиан и Bloody Disgusting дават добри оценки за филма, а Ролинг Стоун го класира в топ 20 на „най-страшните филми, които не сте гледали“.
През 2011 озвучава корейската анимация „Приключениета на Лийфи“, който става най-касовата родна анимация в Южна Корея дотогава. През 2012 играе в „Безименият ганстер: Правилата на времето“, който се превръща в хит и е одобрен от критиката. Списание Тайм го определя като „корейският филм, от който Скорсезе би бил горд“.
През 2013 играе ролята на Канг Хьон-чол във филма „Нов свят“, част от планирана трилогия. Филмът е с комерсиален и критически успех.
2014 се превръща в изключително успешна година за Чой Мин-шик. Заедно със Скарлет Йохансон и Морган Фрийман засмена продукцията „Люси“. Във филма играе ролята на гангстер, който отвлича момиче и я принуждава да стане муле на наркотици, но тя неволно придубива суперсили. Втората му успешна продукция е корейска. „Адмиралът: Ревящи течения“ излиза през лятото на 2014 и се превръща в най-касовия филм на всички времена в Корея. Чой играе ролята на генерал И Сун-шин, който в битката при Мьонгнянг потапя 31(от общо 113) със 13 свои и отблъсква японците от Корейския полуостров.

## Филмография
| Година | Заглавие                                                                            | Роля             |
| ------ | ----------------------------------------------------------------------------------- | ---------------- |
| 1989   | „Куро Ариранг“ („Kuro Arirang“)                                                     | Джин-сок         |
| 1990   | „Всичко, което пада има крила“ („All That Falls Has Wings“)                         | Те Шик           |
| 1992   | „Нашият завъртян герой“ („Our Twisted Hero“)                                        | Професор Ким     |
| 1992   | „Може би любовта ни ще остане“ („May Our Love Stay This Way“)                       | Чун-хьок         |
| 1993   | „Сара е виновна“ („Sara is Guilty“)                                                 | учител по музика |
| 1995   | „Мама, звездата и актиниите“ („Mom, the Star, and the Sea Anemone“)                 |                  |
| 1997   | „No. 3“                                                                             | Донг Пал         |
| 1998   | „Тихото семейство“ („The Quiet Family“)                                             | Канг Чанг-гу     |
| 1999   | „Шири“ (Shiri)                                                                      | Пак Му-йонг      |
| 1999   | „Щастлив край“ („Happy End“)                                                        | Со Мин-ки        |
| 2001   | „Failan“                                                                            | Канг-че          |
| 2002   | „Чи-хуа-сон“ („Chi-hwa-seon“)                                                       | Чанг Сънг-ъп     |
| 2003   | „Олдбой“ („Oldboy“)                                                                 | О Де-су          |
| 2004   | „Текугки“ („Taegukgi“)                                                              | камео            |
| 2004   | „Пролетно време“ („Springtime“)                                                     | Хьон-у           |
| 2005   | „Плачещият юмрук“ („Crying Fist“)                                                   | Канг Те-шик      |
| 2005   | „Дамата на отмъщението“ („Sympathy for Lady Vengeance“)                             | Пек Хан-санг     |
| 2009   | „Хималая, където вятърът обитава“ („Himalaya, Where the Wind Dwells“)               | Чой              |
| 2010   | „Видях дявола“ („Saw the Devil“)                                                    | Чанг Кьонг-чул   |
| 2011   | „Приключениета на Лийфи“ („Leafie, A Hen into the Wild“)                            | озвучава Уилсън  |
| 2012   | „Безименият ганстер: Правилата на времето“ („Nameless Gangster: Rules of the Time“) | Чой Ик-хьон      |
| 2013   | „Нов свят“ („New World“)                                                            | Канг Хьонг-чул   |
| 2013   | „В моя край е началото ми“ („In My End Is My Beginning“)                            | камео            |
| 2014   | „Люси“ („Lucy“)                                                                     | господин Чанг    |
| 2014   | „Адмиралът: Ревящи течения“ („The Admiral: Roaring Currents“)                       | И Сун-шин        |
| 2015   | „Тигърът:Опашката на стария ловец“ („The Tiger: An Old Hunter's Tale“)              | Чун Ман-дук      |
| 2017   | „Аутсайдерът“ („The Underdog“)                                                      |                  |
| 2017   | „Тих свидетел“ („Silent Witness“)                                                   |                  |
| 2017   | „Майорът“ („The Mayor“)                                                             | Бьон Чон-гу      |